# 別列濟夫卡 (伯沙德區)
48°31′57″N 29°55′24″E / 48.53250°N 29.92333°E
別列濟夫卡（烏克蘭語：Березівка），是烏克蘭的村落，位於該國西南部文尼察州，由海辛區負責管轄，始建於1890年，面積40平方公里，海拔高度178米，2001年人口569，人口密度每平方公里14.23人。